# Вонґлик (Вармінсько-Мазурське воєводство)
Вонґлик (пол. Wąglik, нім. Wonglik,, 1938-45: Balzershausen) — село в Польщі, у гміні Піш Піського повіту Вармінсько-Мазурського воєводства.
Населення — 195 осіб (2011).
У 1975-1998 роках село належало до Сувальського воєводства.

## Демографія
Демографічна структура станом на 31 березня 2011 року:
|          | Загалом | Допрацездатний вік | Працездатний вік | Постпрацездатний вік |
| -------- | ------- | ------------------ | ---------------- | -------------------- |
| Чоловіки | 105     | 29                 | 71               | 5                    |
| Жінки    | 90      | 18                 | 57               | 15                   |
| Разом    | 195     | 47                 | 128              | 20                   |